# Jamesia fuscofasciata
Jamesia fuscofasciata är en skalbaggsart som beskrevs av Dillon 1952. Jamesia fuscofasciata ingår i släktet Jamesia och familjen långhorningar. Inga underarter finns listade i Catalogue of Life.